# Jun Jae-youn
Jun Jae-youn (født 19. februar 1983, koreansk: 전재연) er en Sydkoreansk badmintonspiller. Hun repræsenterede Sydkorea under Sommer-OL 2008 i Beijing, Kina, hvor hun blev slået ud i tredje runde.

## Turneringer
| År   | Begivenhed                           | Disciplin         | Plads | Navn         |
| ---- | ------------------------------------ | ----------------- | ----- | ------------ |
| 2001 | Hong Kong Open                       | Kvindernes singel | 2     | Jun Jae Youn |
| 2001 | Asian Junior Badminton Championships | Kvindernes singel | 1     | Jun Jae-youn |
| 2001 | Swiss Open                           | Kvindernes singel | 3     | Jun Jae Joun |
| 2003 | Swiss Open                           | Kvindernes singel | 3     | Jun Jae Youn |
| 2004 | Thailand Open                        | Kvindernes singel | 2     | Jun Jae Joun |
| 2004 | Badminton Asia Championships         | Kvindernes singel | 1     | Jun Jae-youn |
| 2005 | Korea Open                           | Kvindernes singel | 1     | Jun Jae Youn |
| 2007 | US Open                              | Kvindernes singel | 1     | Jun Jae-youn |
| 2008 | German Open                          | Kvindernes singel | 1     | Jun Jae-youn |